# Gasparinahla megapalpae
Gasparinahla megapalpae är en biart som beskrevs av Patiny 2001. Gasparinahla megapalpae ingår i släktet Gasparinahla och familjen grävbin. Inga underarter finns listade i Catalogue of Life.